# Per Ciljan Skjelbred

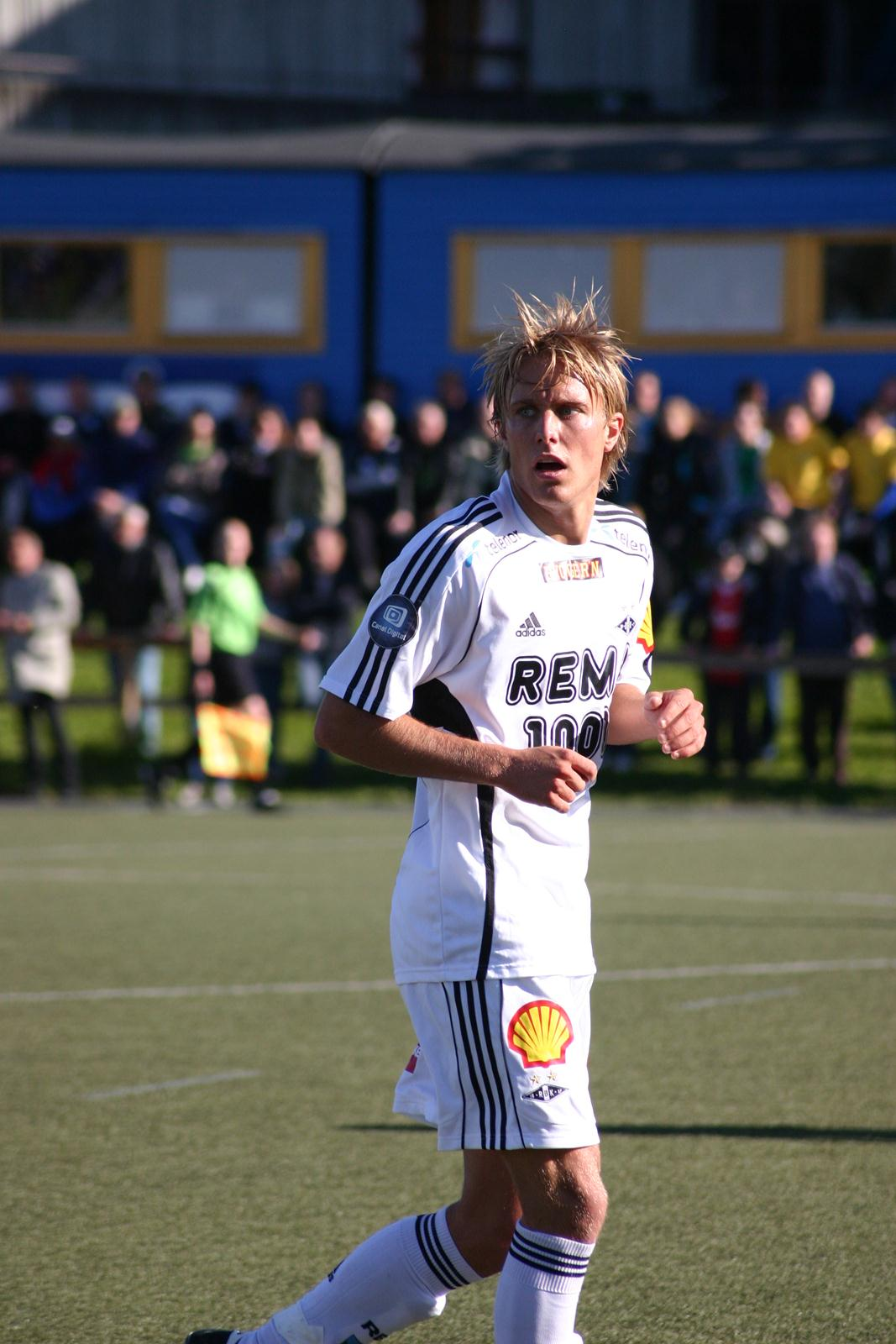
Skjelbred a Rosenborggal 2009-ben

Per Ciljan Skjelbred (Trondheim, 1987. június 16. –) norvég labdarúgó, 2014 óta a német Hertha BSC középpályása. Korábban a Rosenborg és a Hamburger SV játékosa volt, 43 alkalommal ölthette magára a válogatott mezét, valamint viselhette a csapatkapitányi karszalagot is. 2017. február 22-én,  29 évesen lemondta a válogatottságot.

## Pályafutása
Skjelbred a helyi futballcsapatban, a Trygg/Lade-ben kezdett el játszani. A norvég TV3 tehetségkutató műsorában, a Proffdrømmenben fedezték fel. Skjelbred megnyerte ezt a versenyt, és jutalomként egy hétig tréningezhetett a Liverpool FC-vel. A klub juniorszerződést kínált neki, de Skjelbred ezt visszautasította. Ehelyett a norvég Rosenborg BK-hoz igazolt. Bekerült a norvég U16-os, U17-es, 18-as, 19-es és 21-es válogatottba is.
2005. május 22-én Skjelbred lett a norvég liga, a Tippeligaen legfiatalabb játékosa, aki piros lapot kapott.
A Bajnokok Ligájában az első csoportmérkőzésen, az Olimbiakósz ellen Athénban gólt lőtt (végül 3–1-re nyertek). A Real Madrid elleni idegenbeli meccsen (1–4) Skjelbred jegyezte a gólpasszt. Az 5. játéknapon, november 23-án, az Olimpiakosz elleni visszavágón Ieroklisz Sztoltidisz letaglózta. Skjelbred sípcsontja megrepedt. Bár páros lábbal csúszott be, és a labda ott se volt, Sztoltidisz állította, hogy nem akarta, hogy a norvég megsérüljön. Skjelbred 2006. március 10-én tért vissza az Aalesunds FK elleni 5–1-es meccsen, az első félidőt játszotta végig. A Rosenborg BK megnyerte a 2006. évi norvég bajnokságot.
Skjelbred 2011. augusztusában csatlakozott a német Hamburger SV-hez. Miután 2011. novemberéig mindössze 268 percet játszott a bajnokságban, a Kicker magazin (Bisher Fehlgriff) "átigazolását hibának nevezte", 2012. novemberében Skjelbred egyike lett azon 5 játékosnak, melyet a klub szeretett volna értékesíteni a 2013. januárban nyíló átigazolási időszakban.
Azonban a 2013. téli átigazolási szezon után a norvég még mindig Hamburger SV-játékosnak vallhatta magát. 2013. nyarán egy évre kölcsönbe a Hertha BSC-hez került, akik cserébe kikölcsönözték Pierre-Michel Lasogga játékjogát Hamburgba.
Miután kölcsönjátéka nagyon sikeres volt (megválasztották az év norvég Bundesliga-játékosának is), a 2014. nyári átigazolási isőszalkban Skjelbred végleg a Hertha játékosa lett.

## Válogatottban
Skjelbred először 2005. szeptemberében játszott a U21-es válogatottban, 18 évesen. 2007. március 28-án Málta ellen debütált a felnőttválogatottban.
2014. szeptember 3-án Skjelbred vezethette ki csapatkapitányként a válogatottat Anglia ellen a Wembley Stadionban. Anglia 1-0-ra nyert Wayne Rooney büntetőjével. Per azért lehetett csapatkapitány, mert elődje, Brede Hangeland visszavonult a válogatottól.
2017. február 22-én bejelentette, hogy visszavonul a válogatottól.

### Góljai a válogatottban
Az állások és eredmények Norvégia gólját tartalmazzák előbb!
| #  | Időpont          | Helyszín                         | Ellenfél        | Állás | Eredmény | Kiírás              |
| -- | ---------------- | -------------------------------- | --------------- | ----- | -------- | ------------------- |
| 1. | 2013. június 11. | Ullevaal Stadion, Oslo, Norvégia | Észak-Macedónia | 1–0   | 2–0      | barátságos mérkőzés |

## Magánélete
Skjelbred 2012. októberében házasodott össze Kristina Jørgensennel. Két gyermekük van: Eline Sofie és Jonathan.

## Statisztikák
2014. március 15. szerint
| Klubteljesítmény         | Klubteljesítmény         | Klubteljesítmény         | Bajnokság | Bajnokság | Kupa  | Kupa | Európa | Európa | Összesen | Összesen |
| Szezon                   | Klub                     | Liga                     | Meccs     | Gól       | Meccs | Gól  | Meccs  | Gól    | Meccs    | Gól      |
| Norvégia                 | Norvégia                 | Norvégia                 | Bajnokság | Bajnokság | Kupa  | Kupa | UEFA   | UEFA   | Összesen | Összesen |
| ------------------------ | ------------------------ | ------------------------ | --------- | --------- | ----- | ---- | ------ | ------ | -------- | -------- |
| 2004                     | Rosenborg                | Tippeligaen              | 2         | 0         | 2     | 0    | -      | -      | 4        | 0        |
| 2005                     | Rosenborg                | Tippeligaen              | 13        | 3         | 3     | 1    | 5      | 1      | 21       | 5        |
| 2006                     | Rosenborg                | Tippeligaen              | 20        | 0         | 5     | 2    | -      | -      | 25       | 2        |
| 2007                     | Rosenborg                | Tippeligaen              | 25        | 2         | 4     | 0    | 8      | 0      | 37       | 2        |
| 2008                     | Rosenborg                | Tippeligaen              | 25        | 1         | 2     | 1    | 12     | 3      | 41       | 5        |
| 2009                     | Rosenborg                | Tippeligaen              | 27        | 1         | 4     | 0    | 4      | 0      | 35       | 1        |
| 2010                     | Rosenborg                | Tippeligaen              | 29        | 1         | 5     | 2    | 11     | 0      | 45       | 3        |
| 2011                     | Rosenborg                | Tippeligaen              | 15        | 1         | 3     | 2    | 3      | 1      | 21       | 4        |
| Összesen                 | Rosenborg                | Tippeligaen              | 156       | 9         | 28    | 8    | 43     | 5      | 227      | 22       |
| Németország              | Németország              | Németország              | Bajnokság | Bajnokság | Kupa  | Kupa | Európa | Európa | Összesen | Összesen |
| 2011–12                  | Hamburger SV             | Bundesliga               | 8         | 0         | 1     | 0    | -      | -      | 9        | 0        |
| 2012–13                  | Hamburger SV             | Bundesliga               | 18        | 0         | 1     | 0    | -      | -      | 19       | 0        |
| 2013–14                  | Hertha BSC               | Bundesliga               | 26        | 2         | 0     | 0    | -      | -      | 26       | 2        |
| 2014–15                  | Hertha BSC               | Bundesliga               | 1         | 0         | 0     | 0    | -      | -      | 1        | 0        |
| Összesen                 | Hertha BSC               | Bundesliga               | 53        | 2         | 2     | 0    | -      | -      | 55       | 2        |
| Karrierje során összesen | Karrierje során összesen | Karrierje során összesen | 209       | 11        | 30    | 8    | 43     | 5      | 275      | 23       |

Az európai meccsek tartalmazzák az Intertotó-kupa, az UEFA-kupa/Európa-liga és az UEFA-bajnokok ligája adatait, beleértve a selejtezőket is.

## Sikerei, díjai

### Klubcsapatban
Rosenborg
- Tippeligaen (3)[15]

Győztes: 2006, 2009, 2010
- Superfinalen (1)[16]

Győztes: 2010
- Intertotó-kupa (1):[17]

Győztes: 2008